# Daniel-Constantin Barbu
Daniel-Constantin Barbu (n. 21 mai 1957

) este un senator român, ales în 2012. 